# Seleção de Aruba de Futebol Feminino
A Seleção de Aruba de Futebol Feminino representa Aruba no futebol feminino internacional.